# Черишор (Хунедоара)
Черишор (рум. Cerișor) насеље је у Румунији у округу Хунедоара у општини Лелесе. Oпштина се налази на надморској висини од 720 m.

## Становништво
Према подацима из 2002. године у насељу је живело 123 становника, од којих су сви румунске националности.